# Larnax vasquezii
Larnax vasquezii är en potatisväxtart som beskrevs av S. Leiva González, E. Rodriguez Rodriguez och J. Campos de la Cruz. Larnax vasquezii ingår i släktet Larnax och familjen potatisväxter. Inga underarter finns listade i Catalogue of Life.